# Lijst van nummer 1-hits in de Nederlandse Top 40 in 2019
Deze hits stonden in 2019 op nummer 1 in de Nederlandse Top 40.
| Nummer | Datum        | Artiest                                           | Titel            |
| ------ | ------------ | ------------------------------------------------- | ---------------- |
| 783    | 5 januari    | Davina Michelle                                   | Duurt te lang    |
|        | 12 januari   | Davina Michelle                                   | Duurt te lang    |
| 784    | 19 januari   | Ava Max                                           | Sweet but psycho |
|        | 26 januari   | Ava Max                                           | Sweet but psycho |
|        | 2 februari   | Ava Max                                           | Sweet but psycho |
| 785    | 9 februari   | Kris Kross Amsterdam, Maan, Tabitha & Bizzey      | Hij is van mij   |
|        | 16 februari  | Kris Kross Amsterdam, Maan, Tabitha & Bizzey      | Hij is van mij   |
|        | 23 februari  | Kris Kross Amsterdam, Maan, Tabitha & Bizzey      | Hij is van mij   |
|        | 2 maart      | Kris Kross Amsterdam, Maan, Tabitha & Bizzey      | Hij is van mij   |
|        | 9 maart      | Kris Kross Amsterdam, Maan, Tabitha & Bizzey      | Hij is van mij   |
|        | 16 maart     | Kris Kross Amsterdam, Maan, Tabitha & Bizzey      | Hij is van mij   |
|        | 23 maart     | Kris Kross Amsterdam, Maan, Tabitha & Bizzey      | Hij is van mij   |
| 786    | 30 maart     | Suzan & Freek                                     | Als het avond is |
|        | 6 april      | Suzan & Freek                                     | Als het avond is |
|        | 13 april     | Suzan & Freek                                     | Als het avond is |
| 787    | 20 april     | Daddy Yankee & Snow                               | Con calma        |
| 788    | 27 april     | Avicii & Aloe Blacc                               | SOS              |
|        | 4 mei        | Avicii & Aloe Blacc                               | SOS              |
|        | 11 mei       | Avicii & Aloe Blacc                               | SOS              |
| 789    | 18 mei       | Duncan Laurence                                   | Arcade           |
|        | 25 mei       | Duncan Laurence                                   | Arcade           |
|        | 1 juni       | Duncan Laurence                                   | Arcade           |
|        | 8 juni       | Duncan Laurence                                   | Arcade           |
| 790    | 15 juni      | Marco Borsato, Armin van Buuren & Davina Michelle | Hoe het danst    |
|        | 22 juni      | Marco Borsato, Armin van Buuren & Davina Michelle | Hoe het danst    |
|        | 29 juni      | Marco Borsato, Armin van Buuren & Davina Michelle | Hoe het danst    |
| 791    | 6 juli       | Shawn Mendes & Camila Cabello                     | Señorita         |
|        | 13 juli      | Shawn Mendes & Camila Cabello                     | Señorita         |
|        | 20 juli      | Shawn Mendes & Camila Cabello                     | Señorita         |
|        | 27 juli      | Shawn Mendes & Camila Cabello                     | Señorita         |
|        | 3 augustus   | Shawn Mendes & Camila Cabello                     | Señorita         |
|        | 10 augustus  | Shawn Mendes & Camila Cabello                     | Señorita         |
|        | 17 augustus  | Shawn Mendes & Camila Cabello                     | Señorita         |
|        | 24 augustus  | Shawn Mendes & Camila Cabello                     | Señorita         |
|        | 31 augustus  | Shawn Mendes & Camila Cabello                     | Señorita         |
|        | 7 september  | Shawn Mendes & Camila Cabello                     | Señorita         |
|        | 14 september | Shawn Mendes & Camila Cabello                     | Señorita         |
|        | 21 september | Shawn Mendes & Camila Cabello                     | Señorita         |
| 792    | 28 september | Snelle                                            | Reünie           |
| 793    | 5 oktober    | Tones and I                                       | Dance monkey     |
|        | 12 oktober   | Tones and I                                       | Dance monkey     |
|        | 19 oktober   | Tones and I                                       | Dance monkey     |
|        | 26 oktober   | Tones and I                                       | Dance monkey     |
|        | 2 november   | Tones and I                                       | Dance monkey     |
|        | 9 november   | Tones and I                                       | Dance monkey     |
|        | 16 november  | Tones and I                                       | Dance monkey     |
|        | 23 november  | Tones and I                                       | Dance monkey     |
|        | 30 november  | Tones and I                                       | Dance monkey     |
|        | 7 december   | Tones and I                                       | Dance monkey     |
|        | 14 december  | Tones and I                                       | Dance monkey     |
|        | 21 december  | Tones and I                                       | Dance monkey     |
|        | 28 december  | Tones and I                                       | Dance monkey     |